# 68e cérémonie du Deutscher Filmpreis
La 68e cérémonie des Deutscher Filmpreis, organisée par la Deutsche Filmakademie, s'est déroulée le 27 avril 2018 au Palais am Funkturm à Berlin, et a récompensé les films sortis en 2017.

## Palmarès

### Meilleur film
- Trois jours à Quiberon (3 Tage in Quiberon) de Emily Atef
- In the Fade (Aus dem Nichts) de Fatih Akın
- Western de Valeska Grisebach
  - The Captain : L'Usurpateur (Der Hauptmann) de Robert Schwentke
  - Une valse dans les allées (In den Gängen) de Thomas Stuber
  - La Révolution silencieuse (Das schweigende Klassenzimmer) de Lars Kraume

### Meilleur film documentaire
- Beuys d'Andres Veiel

### Meilleur film pour enfants
- Amelie rennt de Tobias Wiemann

### Meilleure réalisation
- Emily Atef pour Trois jours à Quiberon (3 Tage in Quiberon)

### Meilleur scénario
- Fatih Akın et Hark Bohm pour In the Fade (Aus dem Nichts)

### Meilleure actrice
- Marie Bäumer pour Trois jours à Quiberon (3 Tage in Quiberon)

### Meilleur acteur
- Franz Rogowski pour Une valse dans les allées (In den Gängen)

### Meilleure actrice dans un second rôle
- Birgit Minichmayr pour Trois jours à Quiberon (3 Tage in Quiberon)

### Meilleur acteur dans un second rôle
- Robert Gwisdek pour Trois jours à Quiberon (3 Tage in Quiberon)

### Meilleure photographie
- Thomas Kiennast pour Trois jours à Quiberon (3 Tage in Quiberon)

### Meilleur montage
- Stephan Krumbiegel et Olaf Voigtländer pour Beuys

### Meilleur décor
- Erwin Prib pour Manifesto

### Meilleurs costumes
- Bina Daigeler pour Manifesto

### Meilleur maquillage
- Morag Ross et Massimo Gattabrusi pour Manifesto

### Meilleur son
- André Bendocchi Alves, Eric Devulder et Martin Steyer pour The Captain - L'Usurpateur (Der Hauptmann)

### Meilleure musique
- Christoph M. Kaiser, Julian Maas pour Trois jours à Quiberon (3 Tage in Quiberon)

### Prix d'honneur pour sa contribution exceptionnelle au cinéma allemand
- Hark Bohm

### Prix du public
- Un prof pas comme les autres 3 (Fack ju Göhte 3) de Bora Dagtekin